# U.S. Indoor National Championships 1978
Lo U.S. Indoor National Championships 1978 è stato un torneo giocato sul sintetico indoor indoor del Racquet Club of Memphis a Memphis nel Tennessee. È stata la 77ª edizione del Torneo di Memphis, facente parte del Colgate-Palmolive Grand Prix 1978.

## Campioni

### Singolare maschile
Jimmy Connors ha battuto in finale  Tim Gullikson con il punteggio di 7–6, 6–3.

### Doppio maschile
Brian Gottfried /  Raúl Ramírez hanno battuto in finale  Phil Dent /  John Newcombe con il punteggio di 3–6, 7–6, 6–2.